# Famille de Bésiade d'Avaray
La famille de Bésiade (parfois écrit Béziade), anciennement de la Voyrie, est une famille de la noblesse française originaire du Béarn, puis établie à Paris, anoblie par son admission aux États de Béarn en 1640. Elle s'est éteinte en 1941.

## Histoire
La famille de Bésiade est originaire du Béarn où elle portait le patronyme de la Voyrie, nom de la maison non noble qui lui appartenait alors dans le village de Munein.
À la fin du XVIe siècle, elle possède également une autre maison non noble appelée Bésiade, dans un faubourg de Sauveterre-de-Béarn, et dont elle gardera le nom en le substituant à celui de la Voyrie. En 1587 André de Bésiade est maître d'école à Sauveterre-de-Béarn.
En 1608 Jacques de Bésiade, surnommé Sauveterre, est nommé premier valet de garde-robe du roi Henri IV, puis huissier du Conseil secret du roi Louis XIII. Il achète en 1621 la terre d'Avaray, en val de Loire, puis en 1629 diverses maisons nobles près de Sauveterre-de-Béarn. Il meurt sans enfants en 1640. Jean de la Voyrie, dit de Bésiade, frère aîné de ce dernier, est maître d'école à Sauveterre-de-Béarn en 1595. Il a un fils, autre Jean de la Voyrie qui, dans son contrat de mariage en 1613, ne prend aucune qualification nobiliaire. Ayant toutefois hérité de son oncle Jacques de Bésiade la terre noble de Munein, et ayant été déchargé du droit de franc-fief en 1640, cela lui permet d'entrer aux États de Béarn le 6 décembre 1640 et d'être ainsi anobli. Il a quatre fils dont Théophile de Bésiade, né vers 1617, maintenu noble le 18 février 1666, qui poursuivit.

## Ducs d'Avaray
Le titre de duc d'Avaray a été créé en 1799 par le gouvernement royal en exil de Louis XVIII par érection en duché-pairie du comté de L'Isle-Jourdain, dans le Gers, au profit d'Antoine Louis François de Bésiade (1759-1811), qui, alors qu'il était maître de la garde-robe de Monsieur, avait organisé l'évasion du frère de Louis XVI du Petit Luxembourg. Le nom d'Avaray provenait d'une petite seigneurie du Loir-et-Cher qui avait été joint à celui de Bésiade au XVIIIe siècle.
Le 11 juin 1817, Louis XVIII, ayant été restauré sur son trône, confirma le titre et en autorisa la réversion au profit de Claude Antoine de Bésiade (1740-1829), père du premier duc. Appelé à siéger à la Chambre des pairs le 17 août 1815, ce dernier fut fait duc et pair héréditaire le 31 août 1817 (avec lettres patentes du 8 décembre 1817).

### Liste chronologique
1. 1799-1811 : Antoine Louis François de Bésiade (1759-1811), 1er duc d'Avaray.
2. 1817-1829 : Claude Antoine de Bésiade (1740-1829), 2e duc d'Avaray, père du précédent, par réversion.
3. 1829-1859 : Joseph Théophile Parfait de Bésiade (1770-1859), 3e duc d'Avaray, fils du précédent.
4. 1859-1887 : Ange Édouard Théophile de Bésiade (1802-1887), 4e duc d'Avaray, fils du précédent.
5. 1887-1894 : Jules Victor Camille de Bésiade (1827-1894), 5e duc d'Avaray, fils du précédent.
6. 1894-1930 : Édouard Joseph Hubert Marie de Bésiade (1856-1930), 6e duc d'Avaray, fils du précédent.
7. 1930-1941 (extinction) : Marie Bernard Édouard de Bésiade (1884-1941), 7e duc d'Avaray, neveu du précédent.

## Personnalités
- Claude-Théophile de Bésiade (1664-1745). Page de Monsieur, puis officier de cavalerie, il fait toutes les campagnes de guerre de Hollande, contribue à la victoire de la bataille d'Almansa (1707). Il est nommé ambassadeur en Suisse (il l'est en 1719). Il se marie avec Catherine-Angélique Foucault, sœur du bibliophile et intendant de la généralité de Caen Nicolas-Joseph Foucault. De leur union naissent au moins deux enfants : Catherine-Angélique qui épouse en 1719 le baron Jean-Louis de Boeil, gentilhomme du Béarn[5], et Charles Théophile de Bésiade (1701-1746), qui convole avec Marguerite Élisabeth Mégret d'Étigny. Il meurt en 1745.
- Claude Antoine de Bésiade (1740-1829), petit-fils de Claude Théophile, né en 1740, fut député de la noblesse de l'Orléanais aux États généraux de 1789, où il défendit les principes de la Monarchie. Lieutenant-général en 1814, pair de France en 1815, duc en 1817, il mourut en 1829.
- Antoine Louis François de Bésiade (1759-1811), fils du précédent, né en 1759. Attaché pendant l'Émigration au comte de Provence, le futur Louis XVIII, auquel il servit d'agent. Il mourut le 3 juin 1811 à Madère[6].
- Joseph Théophile Parfait de Bésiade (1770-1859), 3e duc d'Avaray, frère du précédent.

## Galerie

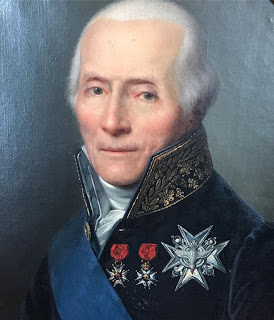
Claude Antoine de Bésiade (1740-1829), 2e duc d'Avaray

## Châteaux et demeures
- Château d'Avaray (Loir-et-Cher)
- Hôtel d'Avaray (Paris)

## Armes
Les armes de la famille de Bésiade se blasonnent ainsi : D’azur à la fasce d’or, chargée de deux étoiles de gueules et accompagnée en pointe d’une coquille d'or ; sur le tout d’azur à trois fleurs de lys d’or,.
Anciennement : les mêmes armes, moins l’écusson brochant sur le tout.

Armes anciennes
Armes récentes